# Chamois

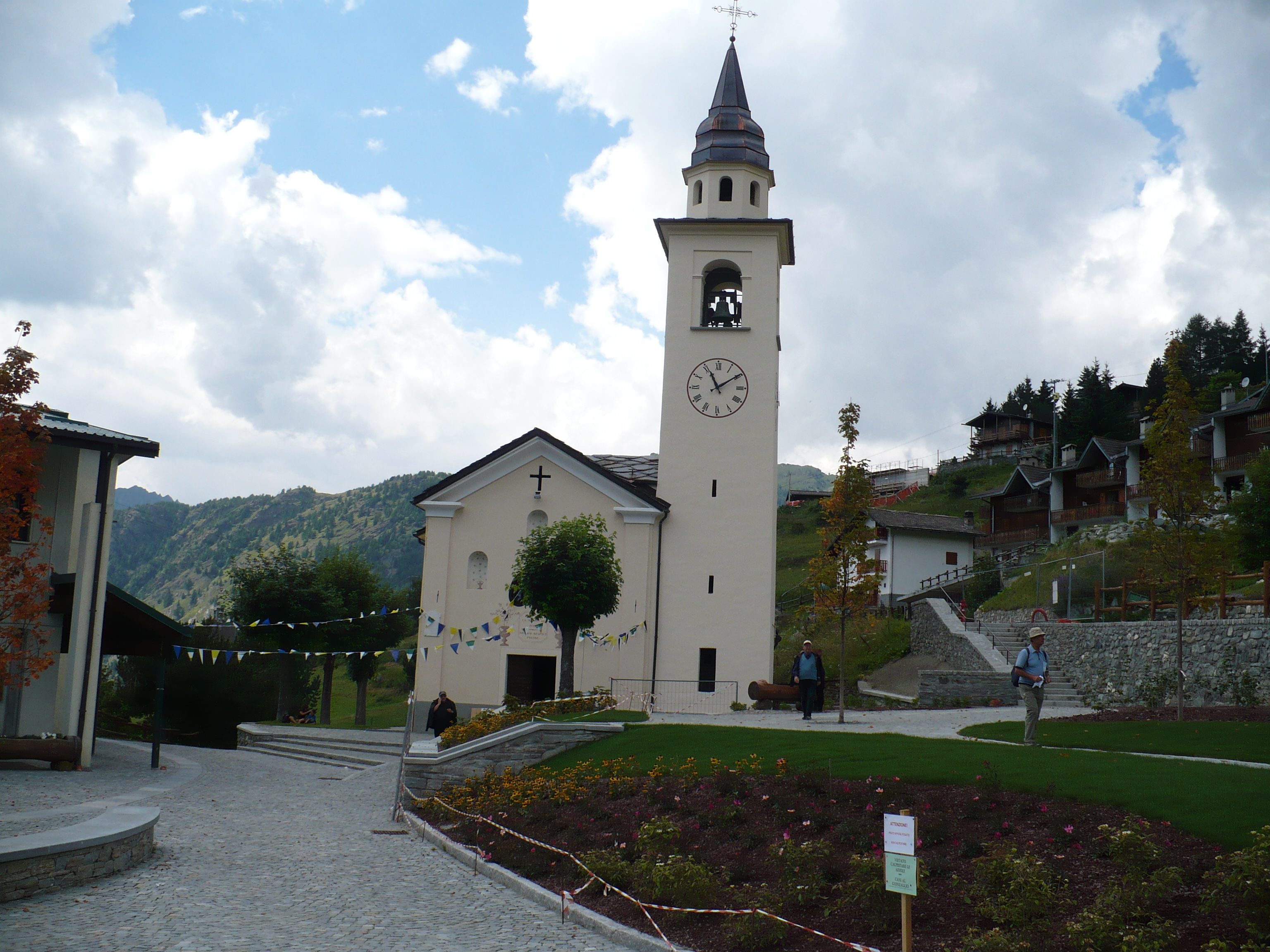
Kościół w Chamois

Chamois – miejscowość i gmina we Włoszech, w regionie Dolina Aosty, w dolinie Valtournenche w Alpach Pennińskich.
Według danych na styczeń 2009 gminę zamieszkiwały 92 osoby przy gęstości zaludnienia 6,35 os./1 km².